# 美古登村
美古登村（みことそん）はかつて広島県比婆郡に存在した村である。現在の庄原市西城町中野、西城町大屋、西城町中迫、西城町八鳥、西城町熊野、西城町福山を村域とした。

## 地理
村のほとんどを山が占め、河川沿いに少し平地が見られる。
最高地点は村の北にある立烏帽子山であり、南と南東に続く尾根は村の境界線を成している。
北に隣接する八鉾村大字油木から油木川が南流し、熊野・中野と八鳥の境を成して、西城町に入る。油木川は西城町以南で西城川と呼ばれる。村の南では平地を形成している。熊野川、目白川、大屋川、内京川がそれぞれ油木川に注いでいる。

## 歴史

### 年表
- 1889年4月 - 町村制施行に際し、奴可郡中野村、大屋村、中迫村、八鳥村、熊野村が合併して奴可郡美古登村が成立する[3]。
- 1898年10月 - 奴可郡、三上郡、恵蘇郡が合併して比婆郡が成立し、美古登村は比婆郡の所属となる[4]。
- 1942年2月11日 - 西城町と美古登村が合併して西城町が成立する[5]。